# Park Václava Nelhýbla
Park Václava Nelhýbla se nachází vedle kostela sv. Anny v Polance nad Odrou v okrese Ostrava-město v Moravskoslezském kraji. Park je zapsán, dle zákona o ochraně přírody a krajiny, jako významný krajinný prvek.
V parku se také nachází stojan pro parkování kol, pítko (zdroj pitné vody), lavičky, dětské hřiště s kolotočem, houpačkami a pískovištěm. Park je pojmenovám po místním rodákovi, česko-anglickém hudebním skladateli Václavu Nelhýblovi. V parku se také nachází Polanský bludný balvan, který byl nalezen v roce 1962 v nedaleké pískovně a při vyzvedávání se rozpadl na dvě poloviny.

## Další informace
Kolem roku 1900 byl v místě parku hřbitov. V roce 2010 prošel park revitalizací.
U parku je možnost parkování automobilů. Nedaleko, jižním směrem se nachází rybník s malým parkem a potok Polančice. Nedaleko, východním směrem se nachází zdevastovaný zámek Polanka nad Odrou.

## Galerie

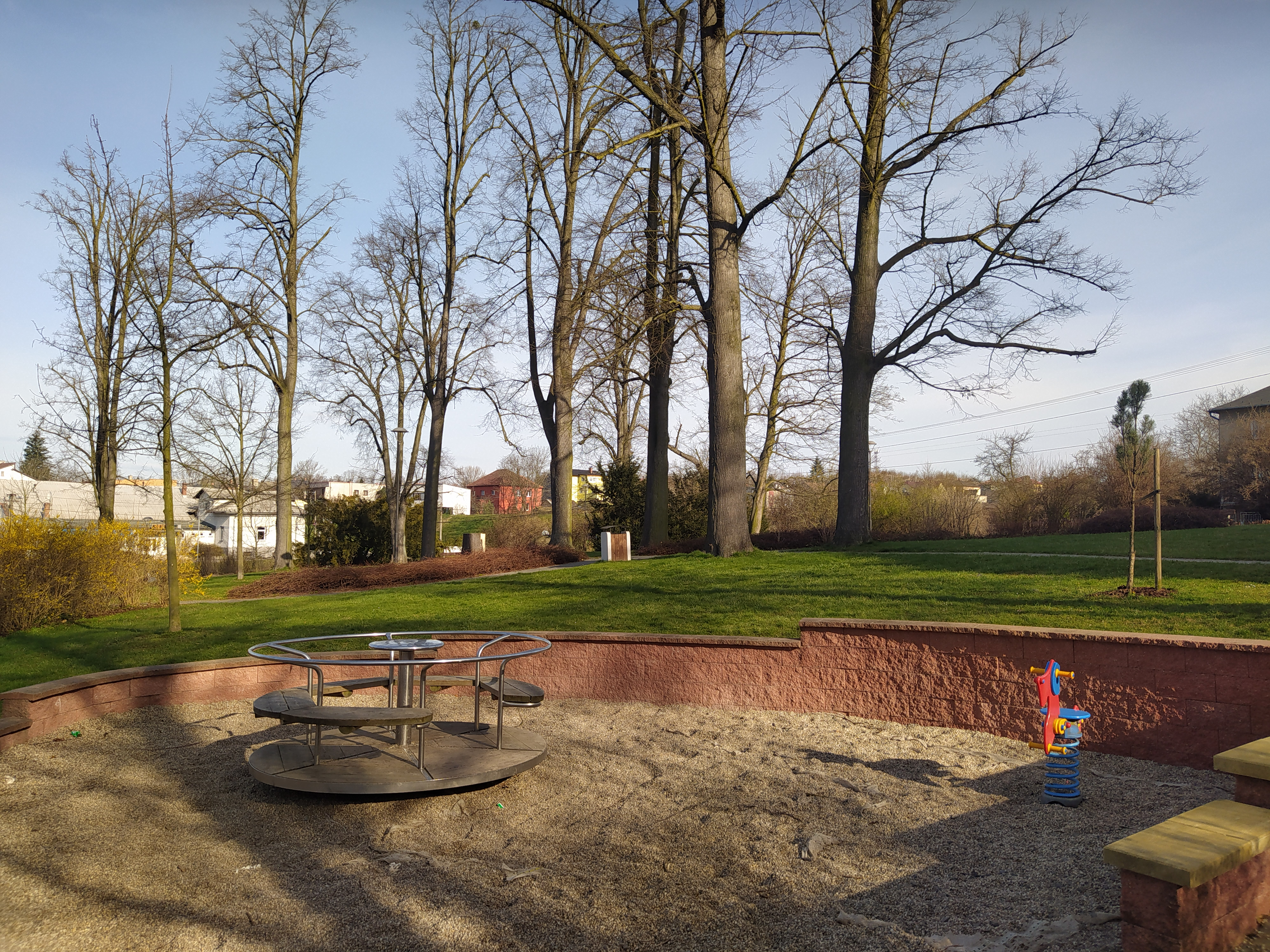
Park Václava Nelhýbla
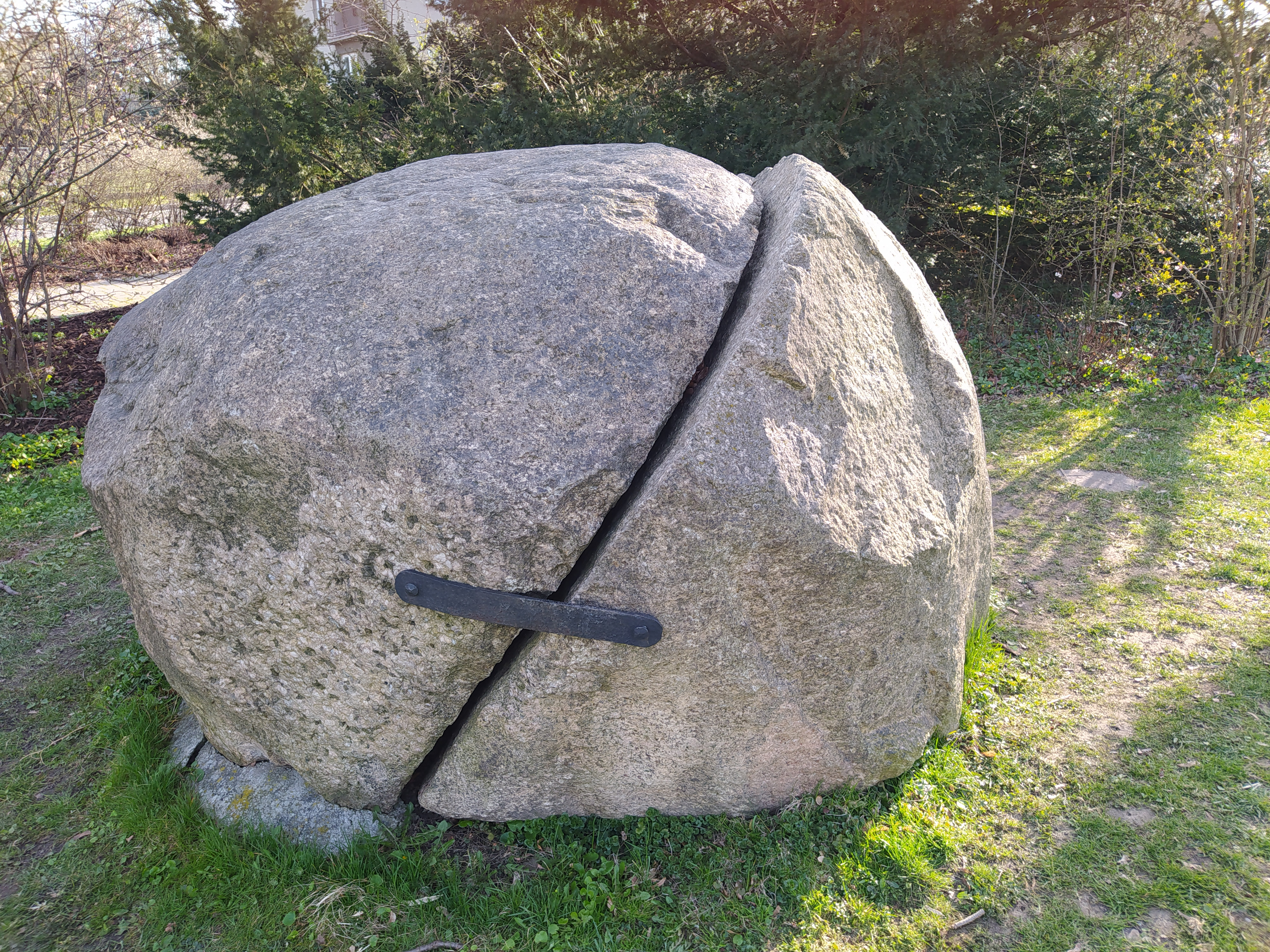
Polanský bludný balvan v Parku Václava Nelhýbla